# Брандис, Мангольд фон
Мангольд фон Брандис (нем. Mangold von Brandis, ум. 19 ноября 1385) — церковный деятель Священной Римской империи, аббат монастыря Райхенау (1383—1385) епископ Констанцский (1384—1385). В период Великого западного раскола был на стороне антипапы Климента VII в его споре с Урбаном VI.

## Биография

### Монах в Рейхенау
Мангольд происходил из знатного швейцарского рода Брандисов, владевшего одноимённым замком близ Лютцельфлю. Его родителями были Тюринг II фон Брандис (Thüring II. von Brandis, 1326—1368/69) и Катарина фон Вайссенбург (Katharina von Weißenburg, 1335—1367). Братьями Тюринга были аббат Рейхенау в 1343—1379 годах Эберхард фон Брандис и Генрих фон Брандис, аббат Айнзидельна в 1348—1357 годах и епископ Констанцский в 1357—1383 годах. Помимо Мангольда, у его родителей было ещё 7 детей. Дата рождения, как и время его вступления в Рейхенау, не известны. 16 февраля 1356 года Эберхард фон Брандис назначил своего племянника келарем монастыря. Вступив в должность, Мангольд дал присягу, что не будет распоряжаться вверенным ему имуществом в свою пользу, в чём поручителями выступили его отец и брат. В 1366 году Мангольд стал пробстом в Рейхенау. Результатом совместного управления семьи фон Брандис, стали финансовые проблемы аббатства к моменту смерти Эберхарда в 1379 году.
Будучи келарем, Мангольд вызвал вражду с Констанцем, вместе с двумя своими собратьями поймав и ослепив рыбака, промышлявшего незаконной ловлей в принадлежавших монастырю водах. Возмущённые горожане разграбили амбары аббатства и личные фермы участников насилия. В свою очередь Мангольд арестовал амтмана города и его родственника. В дальнейшем в конфликт включились союзные Констанцу города Санкт-Галлен, Линдау, Ванген, Равенсбург, Иберлинген и Буххорн. Согласно достигнутому 24 июля 1365 года мирному соглашению, аббатство уступило несколько местечек и произвело компенсацию товарами. Тем не менее, напряжённость между монастырём и Констанцем сохранилась, что впоследствии привело к сложностям во взаимоотношениях Мангольда с горожанами. 29 сентября 1379 года аббат Эберхард скончался, но ему наследовал не племянник, а ранее ничем не примечательный Генриха фон Шёффельн. После смерти последнего в ноябре 1383 года Мангольд был избран аббатом Рейхенау. Он не получил на то папского подтверждения, либо по причине занятой им позиции в церковном расколе, либо в связи со смертью своего дяди Генриха, случившейся тогда же.

### Борьба за констанцскую кафедру
Генрих фон Брандис скончался 22 ноября 1383 года. Сразу же после его смерти начали консультации, завершившиеся избранием новым епископом Мангольда 27 января следующего года. С точки зрения проголосовавших за него членов капитула, Мангольд представлял компромиссную фигуру, тесно связанную с местной аристократией. Хорошо изучен вопрос о распределении голосов в данных выборах и причинах, какими руководствовались их участники. Из 20 членов капитула на голосование явились 15, из которых 9 проголосовали за Мангольда, а остальные воздержались. Из этих 15 выборщиков 11 поддерживали Урбана VI, а 4 Климента VII. Из 9 проголосовавших за Мангольда выборщиков, пятеро были «урбанистами». Конкурент Мангольда Николай Ризенбургский к тому времени заручился поддержкой Урбана и, скорее всего, шесть воздержавшихся выборщиков были его сторонниками. Исследователи предполагают, что поддержка пяти «урбанистов» указывает на нейтральность на тот момент Мангольда в споре между авиньонскими и римскими понтификами. Воспользовавшись своим правом свободного выбора и поддержав не того кандидата, которого выбрал Рим, каноники не обязательно тем самым встали на сторону Климента. Хронист Гебхард Дахер (Gebhart Dacher) утверждает, что 9 сторонников фон Брандиса были подкуплены, и шесть из них поменяли взгляды в течение следующего года. По видимому, антипатия Дахера к Мангольду объясняется различием в партийной принадлежности. Собственная позиция Мангольда не вполне ясна. Помимо того, что его дядя в последние годы был «климентистом», историки обращают внимание на роль Конрада Закса (Konrad Sachs), посланника Климента VII к герцогу Леопольд III (герцог Австрии), служившего также нотарием у Манголоьда. Тем не менее, большинство исследователей полагают, что Мангольд изначально занимал нейтральную позицию, а его избрание епископом утвердил только его митрополит, архиепископ Майнца Адольф Нассаусский, чья позиция также не отличалась последовательностью.
Ко времени своего избрания Мангольд заручился поддержкой других городов, прежде всего возглавлявшего Швабский союз городов Ульма. В виду своего спора с Николаем Ризенбургским, он планировал в июне 1384 года заручиться одобрением папы Урбана VI и короля Вацлава IV. Не понятно, однако, какие у него были основания рассчитывать на успех, поскольку 14 июня Николай триумфально вступил в Констанц. Всё это время Мангольд жил преимущественно в Рейхенау, настоятелем которого продолжал оставаться, а также в замке Марбах близ Штекборна. В середине года городской совет встал на сторону Николая, и 16 июля был издан указ об изгнании из города всех «климентистов». В результате, единственным, кто поддерживал Магольда, остался герцог Австрии Леопольд. Вероятно, в какой-то момент Мангольд обратился к Клименту VII, и 24 октября 1384 года формальное признание со стороны авиньонского папы было получено. Одновременно с тем Климент даровал Мангольду прощение за все совершённые ранее в ходе конфликта с Констанцем нарушения и даровал ему Рейхенау в качестве прихода ещё на 10 лет. Последнее было особенно важно, так как борьба за констанцскую кафедру стоила дорого — как сообщает хроника, вероятно, преувеличивая, в годы правления Мангольда доход от аббатства составлял всего три марки серебром. В течение следующих 13 месяцев Мангольд открыто поддерживал Климента VII и боролся за власть в епископстве. Не приобретя новых союзников, Мангольд постепенно терял старых, и в 1385 году шестеро каноников перешли к Николаю. Из городов ему остались верны, не считая владений Леопольда, только Мерсбург и Клингнау. В разгар военных приготовлений, в которых ему помогал граф Альбрет III фон Верденберг-Хайлигенберг-Блуденц, Мангольд скончался 19 ноября 1385 года.
Могила Мангольда фон Брандис находится в церкви монастыря Райхенау. На надгробии изображён лежащий аббат с митрой и посохом, в его ногах львы и герб семьи фон Брандис. Первоначально надгробие Мангольда находилось у южной стены южного крыла церкви в восточном трансепте, напротив надгробия его дяди, аббата Эберхарда фон Брандиса. Впоследствии оно было перенесено в западный трансепт у восточного края южной стены.